# Косенко, Савелий Иванович
Савелий Иванович Косенко — советский деятель госбезопасности, генерал-майор.

## Биография
Родился в 1909 году. Член КПСС с 1931 года.
До 1959 года — комсомольский и партийный деятель, деятель органов госбезопасности в Луганской области Украинской ССР.
В 1959—1972 гг. — начальник Управления Комитета государственной безопасности по Ворошиловградской
области при Совете министров Украинской ССР.
Делегат XXII, XXIII и XXIV съездов КПСС.
Умер в 1990 году в Луганске

## Награды
- Орден Ленина[3]
- Орден Трудового Красного Знамени[3]
- Орден Красной Звезды[3]